# Tirbou
Tirbou est une localité située dans le département de Tikaré de la province du Bam dans la région Centre-Nord au Burkina Faso. 

## Géographie
Tirbou est située à 17 km au nord-ouest de Tikaré, le chef-lieu du département, à 5 km au nord de Manegtaba-Mossi et à environ 35 kilomètres au nord-ouest de Kongoussi. Le village est 5 km au nord de la route nationale 15.

## Éducation et santé
Le centre de soins le plus proche de Tirbou est le centre de santé et de promotion sociale (CSPS) de Manegtaba-Mossi tandis que le centre médical avec antenne chirurgicale (CMA) de la province se trouve à Kongoussi.